# Plagodis grisescens
Plagodis grisescens là một loài bướm đêm trong họ Geometridae.